# Rosa fertilis
Rosa fertilis är en rosväxtart som beskrevs av Michail Vasilevich Kultiasow. Rosa fertilis ingår i släktet rosor, och familjen rosväxter. Inga underarter finns listade i Catalogue of Life.